# 32096 Puckett
32096 Puckett este un asteroid din centura principală de asteroizi.

## Descriere
32096 Puckett este un asteroid din centura principală de asteroizi. A fost descoperit pe 27 mai 2000 la Anza, California de Michael Collins și Minor White. Asteroidul prezintă o orbită caracterizată de o semiaxă mare de 2,55 ua, o excentricitate de 0,15 și o înclinație de 2,5° în raport cu ecliptica.